# مقاطعة يونيون (نيومكسيكو)
مقاطعة يونيون (بالإنجليزية: Union County)‏ هي إحدى مقاطعات ولاية نيومكسيكو في الولايات المتحدة الأمريكية.